# Ruta dels Segadors
La Ruta dels Segadors o Camí dels Bons Homes, és d'entre els camins de gran recorregut que travessen el Parc Natural del Cadí-Moixeró, el GR-107, i el GR-150 presenten un especial interès. El primer ressegueix la ruta dels càtars quan fugien de la croada i la Inquisició al segle xii, i el segon fa una circumval·lació al voltant de la serra i permet gaudir de la contemplació dels bells paisatges i pobles de la zona.
L'itinerari ha adoptat el nom de la seva funció com a trajecte de pas dels segadors que durant els anys anteriors a la Guerra Civil partien de Gósol per treballar com a temporers a les terres de la comarca veïna.
Allotjats en masos de la zona de Montellà o a Bellver de Cerdanya, aquests homes i dones s'agrupaven en colles que rivalitzaven per disputar-se la màxima eficàcia en la feina feta i que eren dirigides cadascuna per un cap. Treballant de sol a sol, aquests segadors encara poden ser recordats pels més vells de Gósol, on es va erigir una estàtua en record de la seva importància històrica per a la localitat.
La ruta parteix del carrer de la Cerdanya, a Gósol, via que emfasitza amb el seu nom el caràcter de punt inicial del recorregut. Aquesta petita població del Prepirineu lleidatà, amb l'imponent Pedraforca al darrere, és coneguda per la seva vinculació amb Pablo Picasso, que el 1906 hi va fer una estada que influí decisivament en la seva evolució pictòrica. En deixar Gósol per anar a París, el pintor va voler recórrer amb muls la Ruta dels Segadors i va travessar la serra pel pas dels Gosolans per arribar a Bellver de Cerdanya, des d'on prosseguí el viatge amb cotxe fins a Puigcerdà i d'allà amb tren fins a la capital francesa.
Aquesta via era utilitzada des d'antic, encara que no amb finalitats ramaderes o com a ruta comercial, sinó com a lloc de pas, inicialment de bandolers i amb els anys de contrabandistes, músics o altra gent que mirava de creuar la serra sense cridar gaire l'atenció.
Tanmateix, alguns documents deixen constància que el camí es va emprar durant els segles xvi i xvii com a punt de contacte entre Gósol i algunes poblacions de la Cerdanya, com Puigcerdà, amb motiu de lluites amb els francesos o com a via d'accés dels gosolans, que amb grups de bandolers partiren a lluitar contra els cadells al setge d'Arsèguel del 1593.
El camí dels Segadors té un recorregut aproximat de 29 quilòmetres, que poden fer-se en unes nou hores des de Gósol o invertir el sentit i iniciar el recorregut des de Bellver de Cerdanya. L'itinerari, que té el punt intermedi al pas dels Gosolans, passa en el seu primer tram pel coll de Font Terrers, el Collell, les Bassotes, el prat Socarrat i la serra Pedregosa.
Un cop assolit el pas dels Gosolans, alguns dels punts més interessants del recorregut fins a Bellver de Cerdanya són el prat d'Aguiló (on hi ha el refugi Cèsar August Torras), el coll de l'Home Mort, el cortal de l'Oriol, la font Tosca, el Pla de Nas i, finalment, Pi i Talló, llocs molt propers a Bellver, on acaba l'itinerari. També és travessa les poblacions de Nas, Olià i Santa Eugènia de Nerellà.